# Wonky (genere musicale)
Il wonky, anche conosciuto come aquacrunk, purple sound, o street bass, è uno stile di musica elettronica nato nei primi anni duemila.

## Caratteristiche
Il termine "wonky" (da non confondere con quello di "wonky techno") è stato coniato da Martin Clark in un articolo scritto su Pitchfork e, successivamente, approfondito dal critico Simon Reynolds in un suo scritto apparso su The Guardian durante l'anno seguente.

Carattere saliente dello stile è la sua natura estremamente sfaccettata: fra le influenze che incorpora vi sono hip hop, grime, chiptune, dubstep, crunk ed electro. Reynolds ha anche riportato le caratteristiche principali dello stile nel suo saggio Retromania:
Fra le etichette produttrici di musica wonky vi è la Hyperdub che ha prodotto artisti come Flying Lotus, Hudson Mohawke e Rustie.